# 貝納塞爾
33°06′39″N 6°26′28″E / 33.11083°N 6.44111°E

貝納塞爾（阿拉伯语：‎），是阿爾及利亞的城鎮，位於該國東部瓦爾格拉省，由泰拜特區負責管轄，面積1,668平方公里，海拔高度70米，2008年人口10,330，人口密度每平方公里6人。